# Glycera amadaiba
Glycera amadaiba är en ringmaskart som beskrevs av Imajima 2003. Glycera amadaiba ingår i släktet Glycera och familjen Glyceridae. Inga underarter finns listade i Catalogue of Life.